# シャハブ6 (ミサイル)
シャハブ6とは、イランが保持ないし開発している疑惑がある長距離弾道ミサイルである。

## 能力
推定によるとシャハブ6の性能は次のようなものである。シャハブ5は北朝鮮のテポドン2号を元にしておりその仕様はテポドン2号を凌駕する。イスラエルの情報機関によるとシャハブ5とシャハブ6の射程は3,000–5,000kmであると見られる。複数の報告によるとシャハブ6の最大射程は10000kmでアメリカの東海岸をヨーロッパやアジアやアフリカ同様に射程内に収める。3段式のロケットで貯蔵された推進剤による液体燃料による1段目と2段目と固体燃料ロケットの3段目で構成される。ロシアからのエネゴマシュ製のRD-216エンジンの技術が使用される可能性がある。